# 데이터시트
데이터시트(datasheet)는 부품(전자부품 등) , 하부시스템(전원공급장치 등) , 소프트웨어 등의 성능, 특성등을 모아놓은 문서이다. 일반적으로 데이터시트는 제조사에서 만들게 된다.

## 데이터시트에 들어가는 정보
- 제조사의 이름
- 제품의 형번과 이름
- 주문번호와 제조되고 있는 패키지의 목록
- 알고 있어야할 제품의 특성
- 간단한 기능 설명
- 핀 접속 다이어그램
- 최대/최솟값 (공급전압, 전력소비량, 입력전류, 저장/동작/납땜시 온도 등)
- 추천 동작 환경
- 직류에 대한 특성표 (온도, 공급전압, 입력전류등이 변화할때)
- 교류에 대한 특성표 (온도, 공급전압, 주파수등과변화할때)
- 입/출력 파형도
- 제품의 최소/보통/최대 길이
- 검증 회로
- 마지막 페이지에는 날짜와 수정번호
- 정오표

가끔 데이터시트에 '일반적으로 사용되는 회로도'가 포함되는 경우가 있는데, 매우 자세한 회로도를 애플리케이션 노트로 분리 시키기도 한다.

## 같이 보기
- 시방서